# Hippolytidae
De Hippolytidae zijn een familie van garnalen (infraorde Caridea). Ze kregen deze naam gekregen omdat sommige soorten uit deze groep vissen ontdoen van parasieten, andere soorten uit deze groep hebben een gemarmerde camouflagekleur. Poets- en marmergarnalen leven in alle tropische, subtropische en gematigde oceanen, meestal in grotten, spleten of onder koraaluitsteeksels.
Garnalen uit de geslachten Thor-, Saron- en Lysmata zijn populair bij houders van zeeaquaria omdat ze er mooi uitzien en gemakkelijk te houden zijn.

## Geslachten
- Alcyonohippolyte Marin, Chan & Okuno, 2011 = Hippolyte
- Alope White, 1847
- Caridion Goës, 1864
- Chorismus Spence Bate, 1888
- Eumanningia Crosnier, 2000
- Gelastocaris Kemp, 1914
- Gelastreutes Bruce, 1990
- Hippolyte Leach, 1814
- Latreutes Stimpson, 1860
- Leontocaris Stebbing, 1905
- Ligur Sarato, 1885
- Lysmata Risso, 1816
- Lysmatella Borradaile, 1915
- Merhippolyte Spence Bate, 1888
- Nauticaris Spence Bate, 1888
- Paralatreutes Kemp, 1925
- Phycocaris Kemp, 1916
- Saron Thallwitz, 1891
- Thinora Bruce, 1998
- Thor Kingsley, 1878
- Thorella Bruce, 1982
- Tozeuma Stimpson, 1860
- Trachycaris Calman, 1906

### Niet meer in deze familie
- Bathyhippolyte Hayashi & Miyake, 1970 nu in Bythocarididae
- Birulia Bražnikov, 1903 nu in Thoridae
- Bythocarides Sokolov, 2002 nu in Bythocarididae
- Bythocaris G.O. Sars, 1870 nu in Bythocarididae
- Calliasmata Holthuis, 1973 nu in Barbouriidae
- Cryptocheles G.O. Sars, 1870 nu in Bythocarididae
- Eualus Thallwitz, 1891 nu in Thoridae
- Exhippolysmata Stebbing, 1915 nu in Lysmatidae
- Heptacarpus Holmes, 1900 nu in Thoridae
- Lebbeus White, 1847 nu in Thoridae
- Merguia Kemp, 1914 nu in Merguiidae
- Mimocaris Nobili, 1903 nu in Lysmatidae
- Paralebbeus Bruce & Chace, 1986 nu in Thoridae
- Spirontocaris Spence Bate, 1888 nu in Thoridae

## In Nederland waargenomen soorten
- Geslacht: Eualus
  - Eualus cranchii – Gewone waaiergarnaal
  - Eualus occultus – Verscholen waaiergarnaal
  - Eualus pusiolus – Puntige waaiergarnaal
- Geslacht: Hippolyte
  - Hippolyte varians – Veranderlijke steurgarnaal